# Mochmad Issajewitsch Achmadow

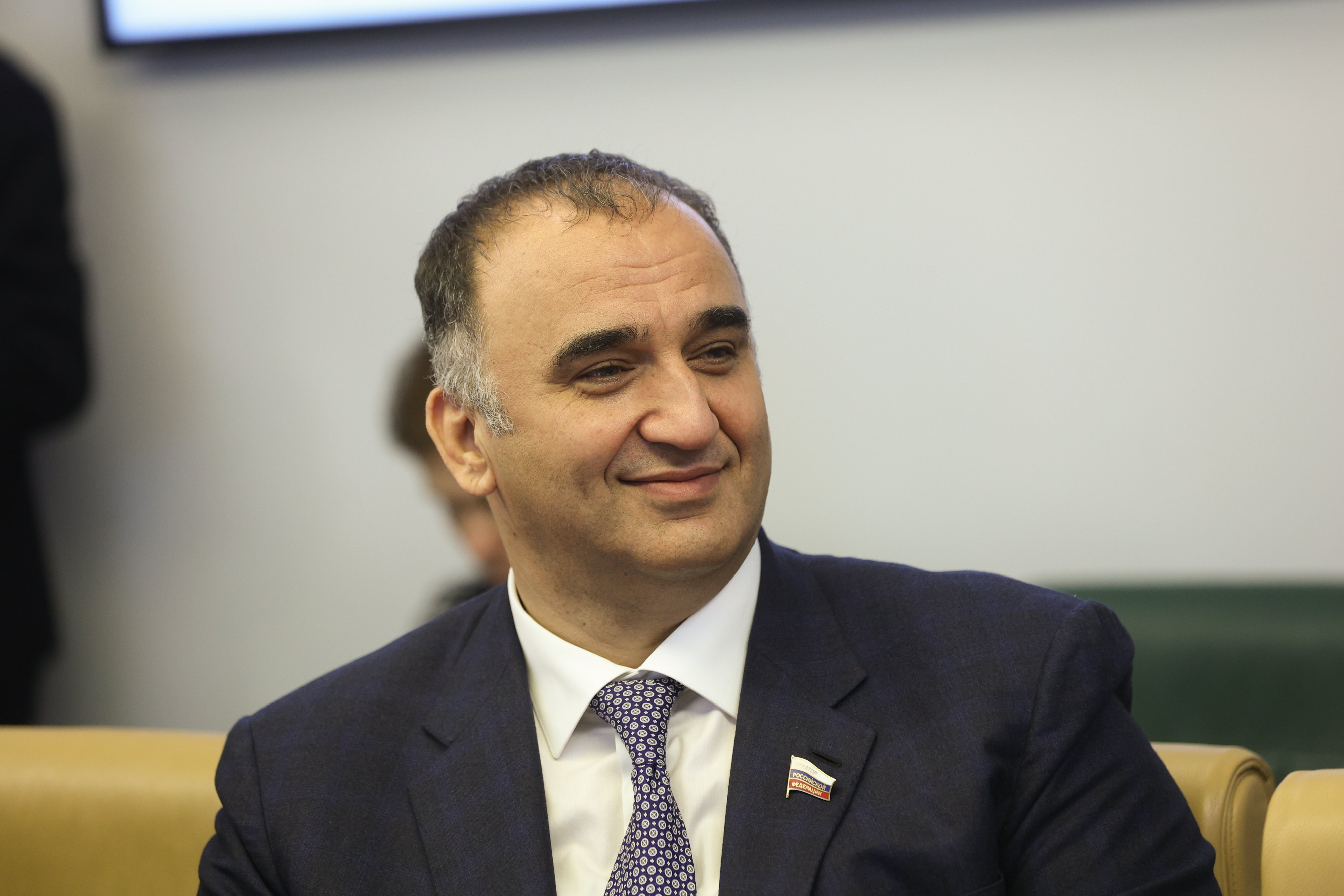
Mochmad Issajewitsch Achmadow

Mochmad Issajewitsch Achmadow (russisch Мохмад Исаевич Ахмадов, tschetschenisch Ахмадов Мохьмад Ӏийсан воӀ; * 17. April 1972 in Schali, Tschetscheno-Inguschetien, RSFSR, UdSSR) ist ein russisch-tschetschenischer Politiker. Seit 2019 ist er Mitglied des Föderationsrates von Russland.

## Werdegang
Achmadow arbeitete in den Jahren 1992–1993 als Steuerinspektor in Grosny. Von 1998 bis 2000 leitete er die Steuerbehörde im Wisaitowski-Rajon von Grosny.
Im Jahr 1995 schloss er ein Studium im Fach „Allgemeine technische Disziplinen und Arbeit“ an der Tschetschenischen Staatlichen Pädagogischen Universität ab. 2002 erwarb er einen weiteren Abschluss von der Tschetschenischen Staatlichen Universität. Dort unterrichtete er von 2000 bis 2007 an der Fakultät für Finanzen und Wirtschaft.
Zwischen 2008 und 2017 war Achmadow Minister für Arbeit, Beschäftigung und soziale Entwicklung der Tschetschenischen Teilrepublik.
Im November 2019 zog er als Vertreter der Legislative Tschetscheniens in den Föderationsrat und bekleidet dort die Position des stellvertretenden Vorsitzenden des Ausschusses für Sozialpolitik.
Aufgrund des Russischen Angriffskrieges gegen die Ukraine ist Achmadow auf der Sanktionsliste der westlichen Staaten.